# Jorge Pi
Jorge Antonio Pi (Villa Aberastain, província de San Juan, 16 d'octubre de 1984) és un ciclista argentí, especialitzat en les proves de contrarellotge. Competeix en disciplines de ruta i pista, anteriorment representant a la selecció argentina de ciclisme en ruta, pista i la selecció sanjuanina a les proves tant de dins com de fora del territori argentí.

## Campionat de l'Argentina
Pi s'adjudicà el Campionat de l'Argentina de ciclisme en ruta de 2010 disputat a la seva província natal, convertint-se així en el primer campió provincial després de 32 anys. Protagonitzà una escapada prompte al km. 5 juntament amb Pedro González, Oscar Villalobo, Matías Torres, Leandro Messineo, Juan Lucero i Leonel Cuni. Després de 192 km. fou l'únic supervivent d'aquesta escapada, emportant-se així la prova.